# William Strunk Jr.
William Strunk Jr. (1 juli 1869 - 26 september 1946) was een Amerikaanse taalkundige, hoogleraar Engels aan de Cornell-universiteit en auteur van The Elements of Style (1918). Het boek diende als een leidraad voor Engels taalgebruik in de late twintigste eeuw.
Geboren en opgegroeid in Cincinnati, behaalde Strunk zijn bachelor aan de universiteit van Cincinnati in 1890 en een doctoraat aan de Cornell-universiteit in 1896. Strunk doceerde gedurende 46 jaar Engels aan Cornell en was een expert in zowel klassieke als niet-Engelse literatuur. Hij publiceerde werken zoals English Metres in 1922 en kritische edities van diverse literaire stukken. In 1918 publiceerde hij privé The Elements of Style voor zijn Cornell-studenten.
E.B. White prees het boek in een New Yorker-column in 1957, wat leidde tot een succesvolle herziening en modernisering. Strunk, die in 1937 met pensioen ging, overleed in 1946 na een mentale inzinking.